# 神港学園高等学校
神港学園高等学校（しんこうがくえんこうとうがっこう）は、兵庫県神戸市中央区山本通四丁目に所在する私立高等学校。
「神港」は神戸港の異称のひとつであり、市立神港高校（あるいはその後身校の神港橘高校）と関係はない。

## 沿革
1925年、神戸元町通4丁目の私立神港商業学校（市立神港高校の前身）跡地に、財団法人神港中学として開校した。当時神戸の中心部には私立の中学校がなく、地元旦那衆が公立中学校に入学できない自分たちの子弟を進学させるために資金を出し合って設立した学校である。開校時は正式な旧制中学校ではなかったため、“校”が付かない各種学校の扱いであった。
その後中学校令に基づく中学校として認可され、神戸女学院移転後の校地と校舎を買収して移転し今日に至る。現在も敷地内には神戸女学院発祥の地を記す石碑があるが、神戸女学院時代に孫文が講演を行い、また旧制神港中時代にはヘレン・ケラーも訪れたといわれるレンガ造りの瀟洒な講堂は現存せず、跡地はどこにでもある平凡な体育館になっている。校舎は全て戦後に建て替えられたもので、旧神戸女学院の面影は全く残されていない。

## 年表
- 1925年3月 - 財団法人神戸区教員会に、私立学校令による私立神港中学の設立許可が下りる。
- 1925年4月 - 神戸元町通4丁目仮校舎で授業開始。
- 1927年1月 - 財団法人神港中学として組織。
- 1927年4月 - 開校式挙行、神戸区北長狭通4丁目の神戸市立第三神港商業学校（神戸市立六甲アイランド高等学校の前身校の一つ）の校舎の一部を分教室とし借受。
- 1928年4月 - 中学校令による中学校としての文部省の許可を受け、神港中学校と改称。
- 1928年5月 - 中学校令による中学校として神港中学校を開校。
- 1933年12月 - 旧神戸女学院高等女学校跡の校舎に移転。
- 1938年7月 - 旧神戸女学院講堂並びに付近の敷地を買収。
- 1948年7月 - 学制改革により兵庫県神港高等学校、兵庫県神港中学校に改編。
- 1950年12月 - 学校法人神港学園と改組。
- 1953年4月 - 神港学園商業高等学校(定時制)開設
- 1955年4月 - 中学校生徒募集停止
- 1964年4月 - 神港学園商業高等学校(定時制)廃校
- 1984年5月 - 神港学園神港高等学校に校名変更　それまでは略称を私神港としていたが、野球部が全国大会に出場するようになり、過去に幾度も甲子園に出場している神戸市立神港高等学校（略称：市神港）との混同を避けるために改称された
- 2001年4月 - 特進コースを設置
- 2004年4月 - 特進コース男女共学化
- 2009年4月 - 進学コース（男女共学）を設置
- 2016年4月 - トップアスリートコース（男女共学）を設置
- 2017年4月 - 神港学園高等学校に校名変更　総合コースを総合進学コースに名称変更　全コース男女共学化

## 校風
設立の経緯から、開校当初より地元の華僑や在日韓国・朝鮮人の子弟が多く通った。学力や出自に関係なく門戸を開いており、ひどく荒廃した時期もあった。元々男子校であったが、近年教育改革が行われ、少子化対策の一つとして2004年より男女共学化が進んだこともあり、現在の本校生徒は以前と比べ落ち着きがみられるという。

## 特色
- トップアスリートコース
基礎的な学力を幅広く深めることを目指し、専門種目の競技力向上を実現するために必要な知識を養うコースである。また、アスリートとして将来を見据えた価値観や学力、人間性を培うために栄養学やスポーツ理論を学び自己の資質を高めることのできる体制が整っている。文系私大、専門学校、就職などあらゆる進路希望に対応した守備範囲の広い学力を習得できる。
  - 文系・スポーツ系
  - 看護・医療・栄養・生活科学系

- 総合進学コース
学習の積み重ねの必要な国語、数学、英語の授業を増やし、基礎学力の向上を目指し、進学や就職をはじめとする多様な進路に対応している。第2・3学年では、自己の適性・能力に応じて適正な進路選択ができるよう、ガイダンスや説明会を通じて指導し、様々な進路希望に対応できる体制をとっている。
  - キャリアアップクラス（進学）
  - キャリアデザインクラス（就職）

- 進学コース
自己の適性を的確に見極め、勉学とクラブ活動の両立を図りながら大学への進学を実現する。第2・3学年では、個々の進路希望・能力・適性に応じて文系クラス・理系クラスを編成し、特進コースと同一のカリキュラムで指導を行い、有名私立大学合格に向けてきめ細かい指導体制をとっている。
  - 文系
  - 看護・医療・栄養・生活科学系

- 特進コース
基礎学力の上に応用力を定着させ、徹底した大学（国公立・有名私学）進学指導を行っている。2年次からは、大学入試に直結した文理選択制をもうけ、きめ細やかな指導を行っている。
  - 特進文系
  - 特進理系

## 部活動

### 運動部
- 陸上部
- 硬式野球部
- 軟式野球部
- サッカー部
- テニス部
- 男子バスケットボール部
- 女子バスケットボール部
- 男子バレーボール部
- ハンドボール部
- 空手道部
- 柔道部
- 剣道部
- 卓球部
- ゴルフ部
- 射撃部
- 山岳部

### 文化部
- ブラスバンド部
- 美術部
- 写真部
- 図書部
- 観光ガイド部
- 書道部
- 放送部
- サイエンス部
- 鉄道研究部
- パティシエ部
- 華道部

### 同好会
- パソコン同好会
- ダンス同好会
- ボランティア同好会
- 囲碁将棋同好会

## 進路状況
特進コースも設置され、本格的に進学面で力を入れるようになった。同校の公式HPにはそれなりの大学の名前が挙げられている。
近年では自衛官候補生や警察官への就職実績も多く出している。

## 著名な出身者

### スポーツ
野球
- 前川八郎（國學院大學→東京鉄道局→巨人→阪急、1930年（昭和5年）卒）
- 佐藤一（元 阪急、1988年（昭和63年）卒）
- 有働克也（大阪経済大学→大洋・横浜→中日、1988年（昭和63年）卒）
- 丹波幸一（元プロ野球審判、ゴルフティーチングプロ）（京都産業大学→パシフィック野球連盟、1988年（昭和63年）卒）
- 塩谷和彦（元 韓国SKワイバーンズ、元 オリックス・バファローズ、元 阪神タイガース、1993年（平成5年）卒）
- 鶴岡一成（横浜ベイスターズ→読売ジャイアンツ→横浜DeNAベイスターズ→阪神タイガース現役引退後、千葉ロッテマリーンズコーチ→横浜DeNAベイスターズコーチ1996年（平成8年）卒）
- 藤原通（元 阪神タイガース、1998年（平成10年）卒）
- 植大輔（元 中日ドラゴンズ、1999年（平成11年）卒）
- 南和彰（元 読売ジャイアンツ、2000年（平成12年）卒）
- 長田勝（元 オリックス・バファローズ、2003年（平成15年）卒）
- 福泉敬大（元 読売ジャイアンツ、2007年（平成19年）卒）
- 山本大貴（元高校通算本塁打最多記録保持者、2013年（平成25年）卒）
- 松本大輝（現プロ野球審判員、2016年（平成28年）卒）

その他
- 呉勝立（ミュンヘン五輪　柔道中量級銀メダリスト）
- 金義泰 - 天理大学体育学部卒（東京五輪柔道銅メダリスト） - 1960年（昭和35年）卒
- 阿部一二三（柔道家、日本体育大学へ進学、2016年（平成28年）卒）
- 顕徳海利（柔道家、天理大学へ進学）
- 山川雄大（ボートレーサー、在学時は野球部、2011年（平成23年）卒）
- 片山敬済（1977年、日本人初のロードレース世界選手権 (WGP) チャンピオン獲得）

### 芸能
- チョップリン（松竹芸能⇒吉本興業に移籍しザプラン9に加入）- 1994年（平成6年）卒
- 溝上洋次（超新塾、イーグル溝神）（ワタナベエンターテインメント）- 1994年（平成6年）卒
- テイ龍進 - 1993年（平成5年）卒
- 鷲崎健（アトミックモンキー） - 1992年（平成4年）卒
- かりんとう（吉本興業） - 2001年（平成13年）卒
- 牧田和男 1974年デビュー後海援隊などを経て本田美奈子などをプロデュース。1974年（昭和49年）卒。
- 駿河太郎 俳優。笑福亭鶴瓶の長男
- 清水一輝 (俳優) （俳優、歌手、在学時は野球部、2011年（平成23年）卒）

### その他
- 西本秀樹 - 龍谷大学経済学部教授（元関西大学総合情報学部教授・慶応義塾大学大学院修了・工学博士） - 1976年（昭和51年）卒